# Derichthyidae
Derichthyidae é uma família de peixes actinopterígeos pertencentes à ordem Anguilliformes, subordem Congroidei.

## Géneros
Estão descritos os seguintes géneros:
- Derichthys
- Nessorhamphus